# 8.ª etapa del Giro de Italia 2023
La 8.ª etapa del Giro de Italia 2023 tuvo lugar el 13 de mayo de 2023 con inicio en la ciudad de Terni y final en la localidad de Fossombrone sobre un recorrido de 207 km. Esta fue ganada por el irlandés Ben Healy del equipo EF Education-EasyPost, mientras que el noruego Andreas Leknessund consiguió mantener el liderato.

## Clasificación de la etapa
| Terni - Fossombrone | etapa escarpada | (207 km) |

| \| Clasificación de la etapa \| Clasificación de la etapa \| Clasificación de la etapa \| Clasificación de la etapa \| Clasificación de la etapa \| \| Ciclista \| Ciclista \| Equipo \| Tiempo \| \| \| ------------------------- \| ------------------------- \| ---------------------------------- \| ------------------------- \| ------------------------- \| \| 1.º \| Ben Healy \| EF Education-EasyPost \| 4 h 44 min 24 s \| \| \| 2.º \| Derek Gee \| Israel-Premier Tech \| + 1 min 49 s \| \| \| 3.º \| Filippo Zana \| Team Jayco AlUla \| + 1 min 49 s \| \| \| 4.º \| Warren Barguil \| Arkéa-Samsic \| + 1 min 49 s \| \| \| 5.º \| Carlos Verona \| Movistar Team \| + 2 min 12 s \| \| \| 6.º \| Mattia Bais \| Eolo-Kometa \| + 2 min 37 s \| \| \| 7.º \| Toms Skujiņš \| Trek-Segafredo \| + 3 min 51 s \| \| \| 8.º \| Alessandro Tonelli \| Green Project-Bardiani CSF-Faizanè \| + 3 min 56 s \| \| \| 9.º \| Oscar Riesebeek \| Alpecin-Deceuninck \| + 4 min 00 s \| \| \| 10.º \| Tao Geoghegan Hart \| Ineos Grenadiers \| + 4 min 34 s \| \| |                    |                                    |                 |
| |                    |                                    |                 |
| Fuente: ProCyclingStats |                    |                                    |                 |
| Clasificación de la etapa |                    |                                    |                 |
| Ciclista | Ciclista           | Equipo                             | Tiempo          |
| 1.º | Ben Healy          | EF Education-EasyPost              | 4 h 44 min 24 s |
| 2.º | Derek Gee          | Israel-Premier Tech                | + 1 min 49 s    |
| 3.º | Filippo Zana       | Team Jayco AlUla                   | + 1 min 49 s    |
| 4.º | Warren Barguil     | Arkéa-Samsic                       | + 1 min 49 s    |
| 5.º | Carlos Verona      | Movistar Team                      | + 2 min 12 s    |
| 6.º | Mattia Bais        | Eolo-Kometa                        | + 2 min 37 s    |
| 7.º | Toms Skujiņš       | Trek-Segafredo                     | + 3 min 51 s    |
| 8.º | Alessandro Tonelli | Green Project-Bardiani CSF-Faizanè | + 3 min 56 s    |
| 9.º | Oscar Riesebeek    | Alpecin-Deceuninck                 | + 4 min 00 s    |
| 10.º | Tao Geoghegan Hart | Ineos Grenadiers                   | + 4 min 34 s    |

## Clasificaciones al final de la etapa

### Clasificación general(Maglia Rosa)
| \| Clasificación general \| Clasificación general \| Clasificación general \| Clasificación general \| Clasificación general \| \| Ciclista \| Ciclista \| Equipo \| Tiempo \| \| \| --------------------- \| ---------------------- \| --------------------- \| --------------------- \| --------------------- \| \| 1.º \| Andreas Leknessund \| Team DSM \| 33 h 52 min 10 s \| \| \| 2.º \| Remco Evenepoel \| Soudal Quick-Step \| + 8 s \| \| \| 3.º \| Primož Roglič \| Jumbo-Visma \| + 38 s \| \| \| 4.º \| João Almeida \| UAE Team Emirates \| + 40 s \| \| \| 5.º \| Geraint Thomas \| Ineos Grenadiers \| + 52 s \| \| \| 6.º \| Tao Geoghegan Hart \| Ineos Grenadiers \| + 56 s \| \| \| 7.º \| Aurélien Paret-Peintre \| AG2R Citroën Team \| + 58 s \| \| \| 8.º \| Aleksandr Vlásov \| Bora-Hansgrohe \| + 1 min 26 s \| \| \| 9.º \| Damiano Caruso \| Bahrain Victorious \| + 1 min 39 s \| \| \| 10.º \| Lennard Kämna \| Bora-Hansgrohe \| + 1 min 54 s \| \| |                        |                    |                  |
| |                        |                    |                  |
| Fuente: ProCyclingStats |                        |                    |                  |
| Clasificación general |                        |                    |                  |
| Ciclista | Ciclista               | Equipo             | Tiempo           |
| 1.º | Andreas Leknessund     | Team DSM           | 33 h 52 min 10 s |
| 2.º | Remco Evenepoel        | Soudal Quick-Step  | + 8 s            |
| 3.º | Primož Roglič          | Jumbo-Visma        | + 38 s           |
| 4.º | João Almeida           | UAE Team Emirates  | + 40 s           |
| 5.º | Geraint Thomas         | Ineos Grenadiers   | + 52 s           |
| 6.º | Tao Geoghegan Hart     | Ineos Grenadiers   | + 56 s           |
| 7.º | Aurélien Paret-Peintre | AG2R Citroën Team  | + 58 s           |
| 8.º | Aleksandr Vlásov       | Bora-Hansgrohe     | + 1 min 26 s     |
| 9.º | Damiano Caruso         | Bahrain Victorious | + 1 min 39 s     |
| 10.º | Lennard Kämna          | Bora-Hansgrohe     | + 1 min 54 s     |

### Clasificación por puntos(Maglia Ciclamino)
| Clasificación por puntos | Clasificación por puntos | Clasificación por puntos   | Clasificación por puntos | Clasificación por puntos |
| Ciclista                 | Ciclista                 | Equipo                     | Puntos                   |                          |
| ------------------------ | ------------------------ | -------------------------- | ------------------------ | ------------------------ |
| 1.º                      | Jonathan Milan           | Bahrain Victorious         | 113 pts                  |                          |
| 2.º                      | Kaden Groves             | Alpecin-Deceuninck         | 100 pts                  |                          |
| 3.º                      | Mads Pedersen            | Trek-Segafredo             | 89 pts                   |                          |
| 4.º                      | Michael Matthews         | Team Jayco AlUla           | 57 pts                   |                          |
| 5.º                      | Aurélien Paret-Peintre   | AG2R Citroën Team          | 33 pts                   |                          |
| 6.º                      | Vincenzo Albanese        | Eolo-Kometa                | 32 pts                   |                          |
| 7.º                      | Ben Healy                | EF Education-EasyPost      | 29 pts                   |                          |
| 8.º                      | Toms Skujiņš             | Trek-Segafredo             | 28 pts                   |                          |
| 9.º                      | Davide Bais              | Eolo-Kometa                | 27 pts                   |                          |
| 10.º                     | Stefano Gandin           | Team Corratec-Selle Italia | 24 pts                   |                          |

### Clasificación de la montaña(Maglia Azzurra)
| Clasificación de la montaña | Clasificación de la montaña | Clasificación de la montaña | Clasificación de la montaña | Clasificación de la montaña |
| Ciclista                    | Ciclista                    | Equipo                      | Puntos                      |                             |
| --------------------------- | --------------------------- | --------------------------- | --------------------------- | --------------------------- |
| 1.º                         | Davide Bais                 | Eolo-Kometa                 | 86 pts                      |                             |
| 2.º                         | Thibaut Pinot               | Groupama-FDJ                | 50 pts                      |                             |
| 3.º                         | Karel Vacek                 | Team Corratec-Selle Italia  | 36 pts                      |                             |
| 4.º                         | Simone Petilli              | Intermarché-Circus-Wanty    | 32 pts                      |                             |
| 5.º                         | Amanuel Ghebreigzabhier     | Trek-Segafredo              | 26 pts                      |                             |
| 6.º                         | Ben Healy                   | EF Education-EasyPost       | 24 pts                      |                             |
| 7.º                         | Aurélien Paret-Peintre      | AG2R Citroën Team           | 22 pts                      |                             |
| 8.º                         | Francesco Gavazzi           | Eolo-Kometa                 | 18 pts                      |                             |
| 9.º                         | Warren Barguil              | Arkéa-Samsic                | 16 pts                      |                             |
| 10.º                        | Alessandro De Marchi        | Team Jayco AlUla            | 15 pts                      |                             |

### Clasificación de los jóvenes(Maglia Bianca)
| Clasificación del mejor joven | Clasificación del mejor joven | Clasificación del mejor joven | Clasificación del mejor joven | Clasificación del mejor joven |
| Ciclista                      | Ciclista                      | Equipo                        | Tiempo                        |                               |
| ----------------------------- | ----------------------------- | ----------------------------- | ----------------------------- | ----------------------------- |
| 1.º                           | Andreas Leknessund            | Team DSM                      | 29 h 02 min 38 s              |                               |
| 2.º                           | Remco Evenepoel               | Soudal Quick-Step             | + 28 s                        |                               |
| 3.º                           | João Almeida                  | UAE Team Emirates             | + 1 min 00 s                  |                               |
| 4.º                           | Thymen Arensman               | Ineos Grenadiers              | + 2 min 32 s                  |                               |
| 5.º                           | Santiago Buitrago             | Bahrain Victorious            | + 2 min 52 s                  |                               |
| 6.º                           | Einer Rubio                   | Movistar Team                 | + 3 min 35 s                  |                               |
| 7.º                           | Alexander Cepeda              | EF Education-EasyPost         | + 6 min 27 s                  |                               |
| 8.º                           | Ilan Van Wilder               | Soudal Quick-Step             | + 6 min 47 s                  |                               |
| 9.º                           | Laurens Huys                  | Intermarché-Circus-Wanty      | + 6 min 57 s                  |                               |
| 10.º                          | Michel Heßmann                | Jumbo-Visma                   | + 9 min 50 s                  |                               |

### Clasificación por equipos"Súper team"
| Clasificación por equipos | Clasificación por equipos | Clasificación por equipos | Clasificación por equipos |
| Equipo                    | Equipo                    | Tiempo                    |                           |
| ------------------------- | ------------------------- | ------------------------- | ------------------------- |
| 1.º                       | Ineos Grenadiers          | 101 h 38 min 51 s         |                           |
| 2.º                       | EF Education-EasyPost     | + 1 min 57 s              |                           |
| 3.º                       | Bahrain Victorious        | + 3 min 03 s              |                           |
| 4.º                       | Jumbo-Visma               | + 4 min 54 s              |                           |
| 5.º                       | Bora-Hansgrohe            | + 6 min 30 s              |                           |
| 6.º                       | UAE Team Emirates         | + 7 min 40 s              |                           |
| 7.º                       | Soudal Quick-Step         | + 11 min 22 s             |                           |
| 8.º                       | Israel-Premier Tech       | + 17 min 26 s             |                           |
| 9.º                       | Movistar Team             | + 19 min 45 s             |                           |
| 10.º                      | Groupama-FDJ              | + 23 min 29 s             |                           |

## Abandonos
- Lars van den Berg (Groupama-FDJ) no tomó la salida.
- Filippo Ganna (INEOS Grenadiers) no tomó la salida.[2]
- David Dekker (Arkéa Samsic) no finalizó la etapa.
- Samuele Zoccarato (Green Project-Bardiani CSF-Faizanè) no finalizó la etapa.
- Florian Stork (Team DSM) no finalizó la etapa.